# Sălișca, Cluj

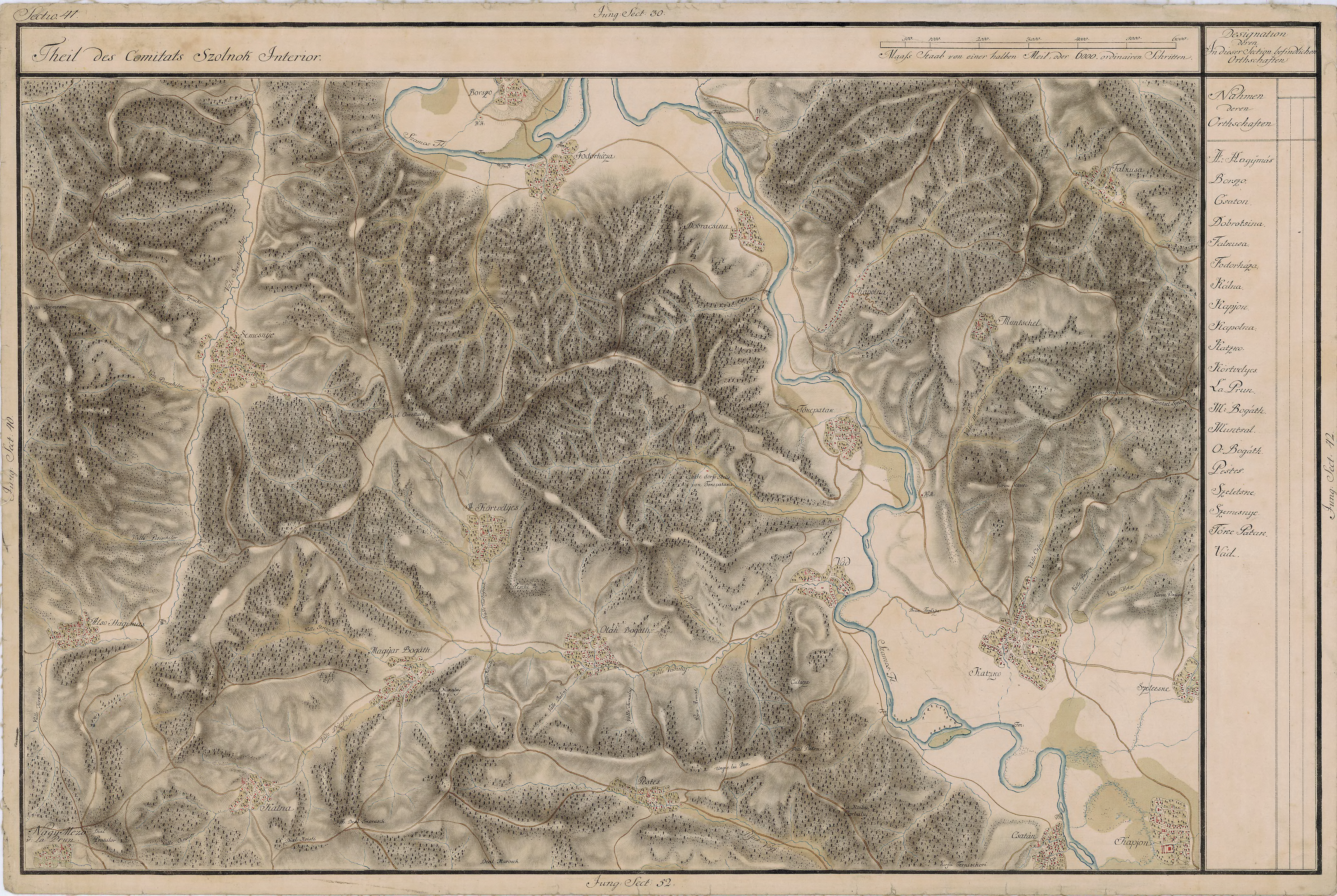
Sălişca pe Harta Iosefină a Transilvaniei, 1769-1773

Sălișca (în maghiară Szelecske, în germană Winddorf) este un sat în comuna Câțcău din județul Cluj, Transilvania, România.

## Date geografice
Pe teritoriul acestei localități se găsesc izvoare sărate. 

## Lăcașuri de cult
- Biserica românească de lemn "Sf. Arhangheli Mihail și Gavriil din Deal" (construită în jurul anului 1680).

## Imagini

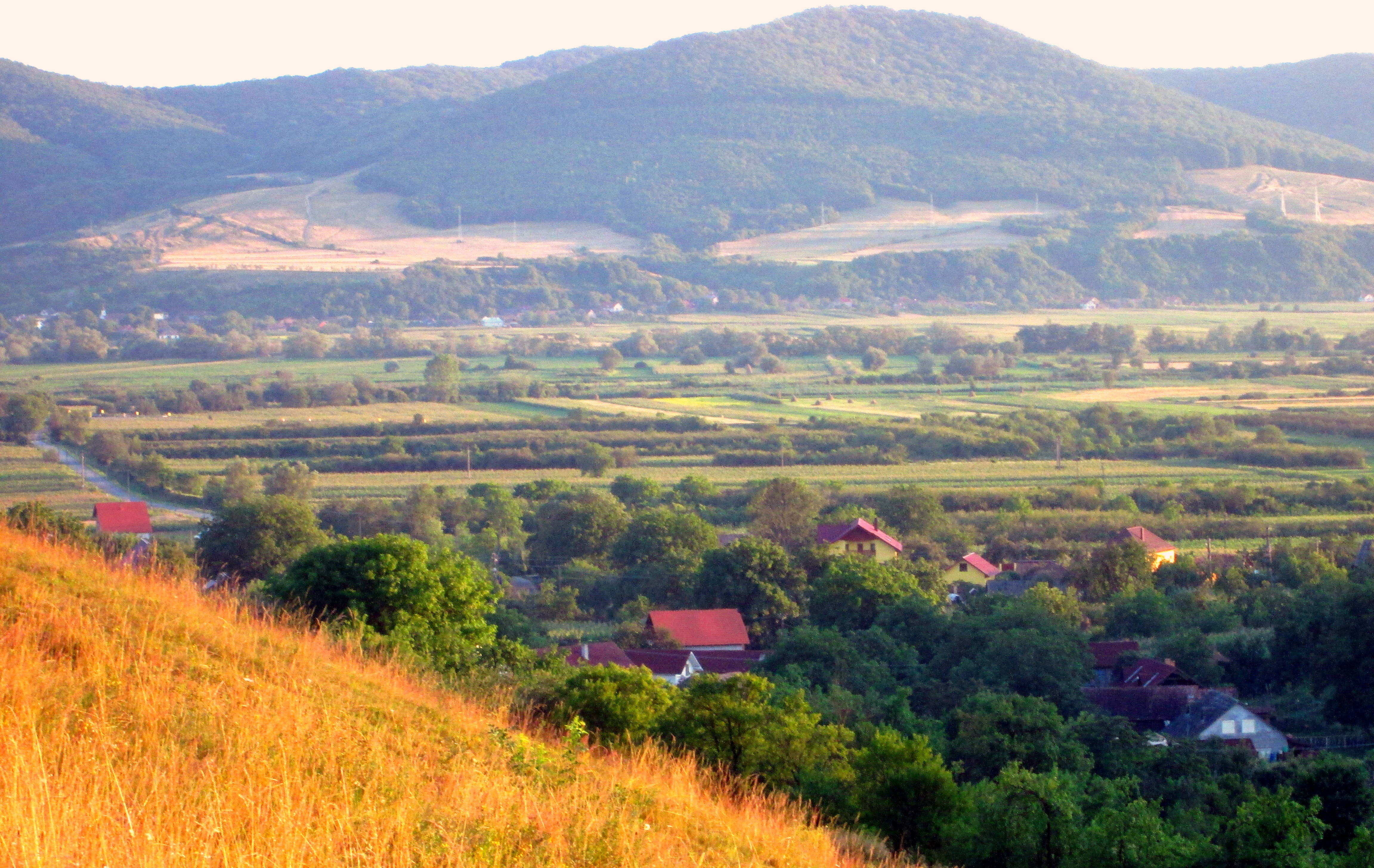
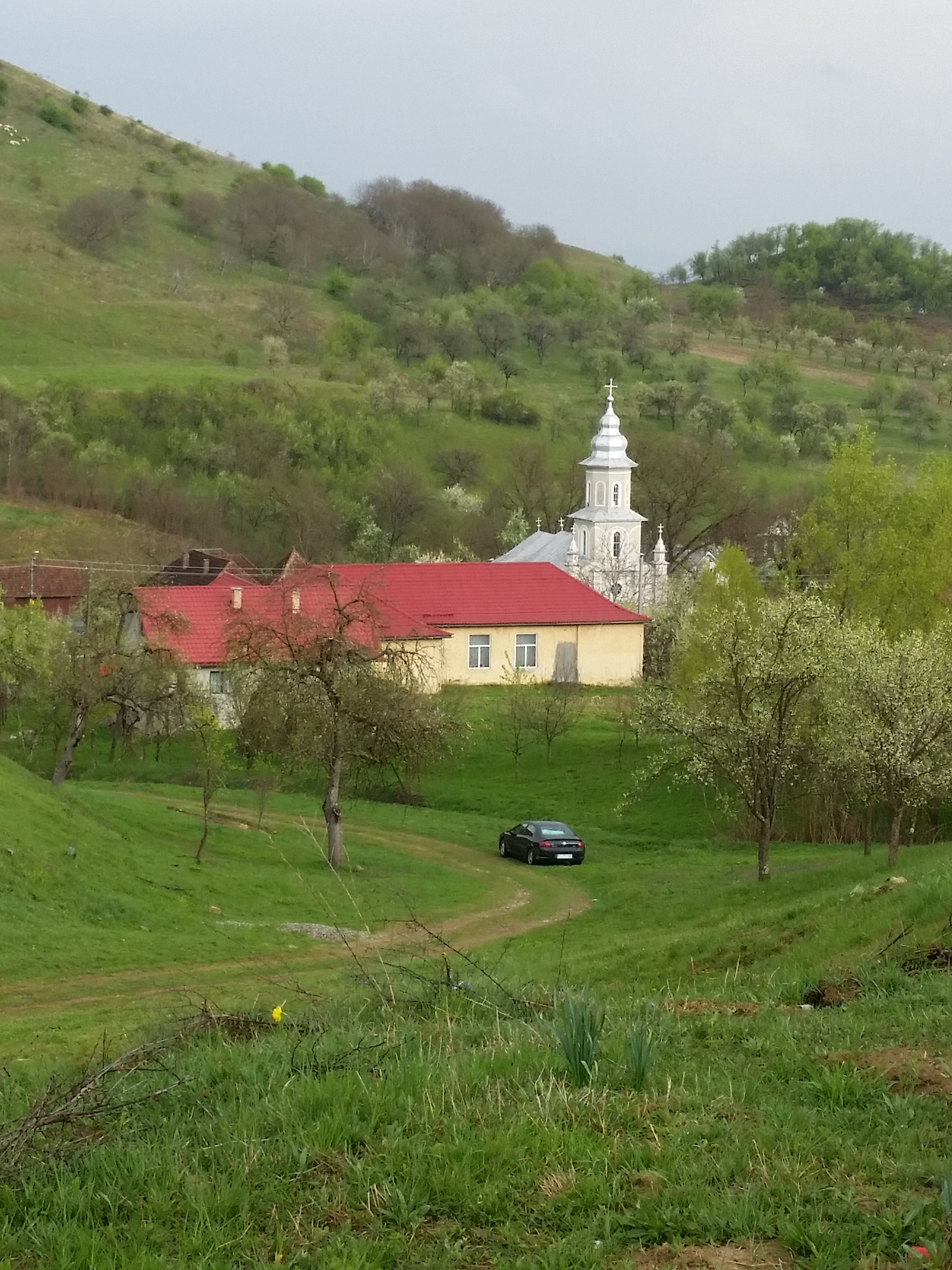
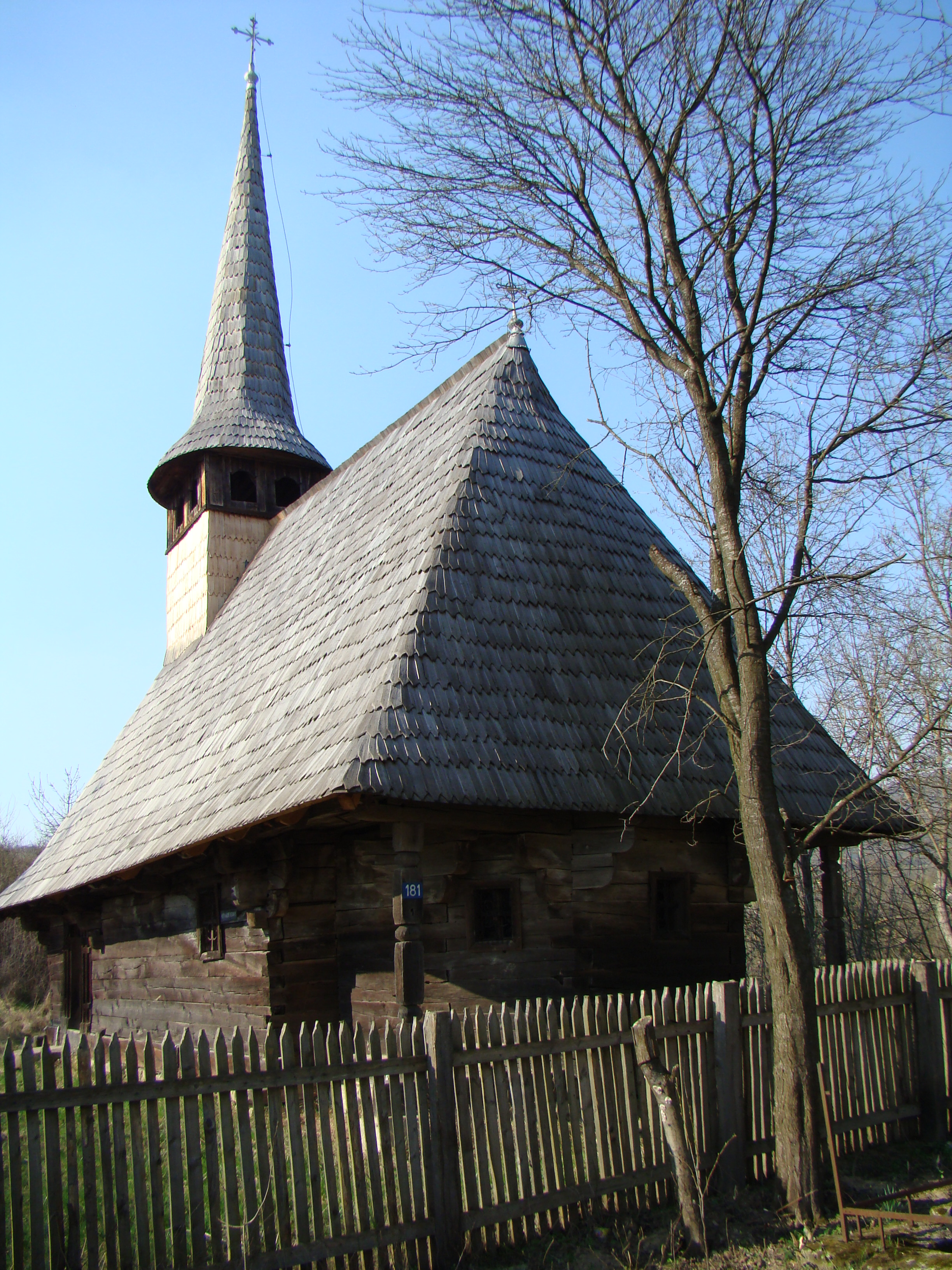
Biserica de lemn din Sălișca Deal (monument istoric)
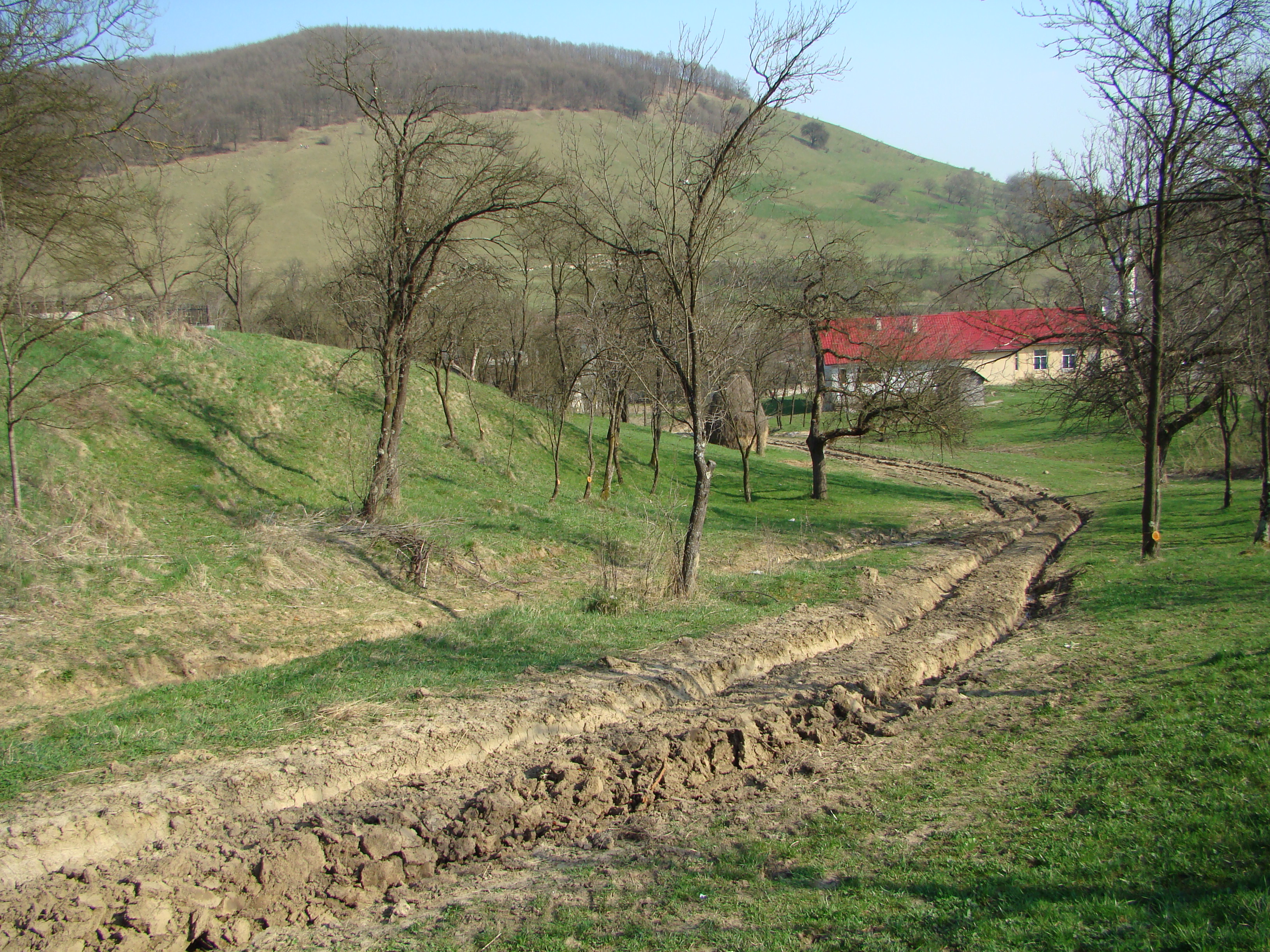
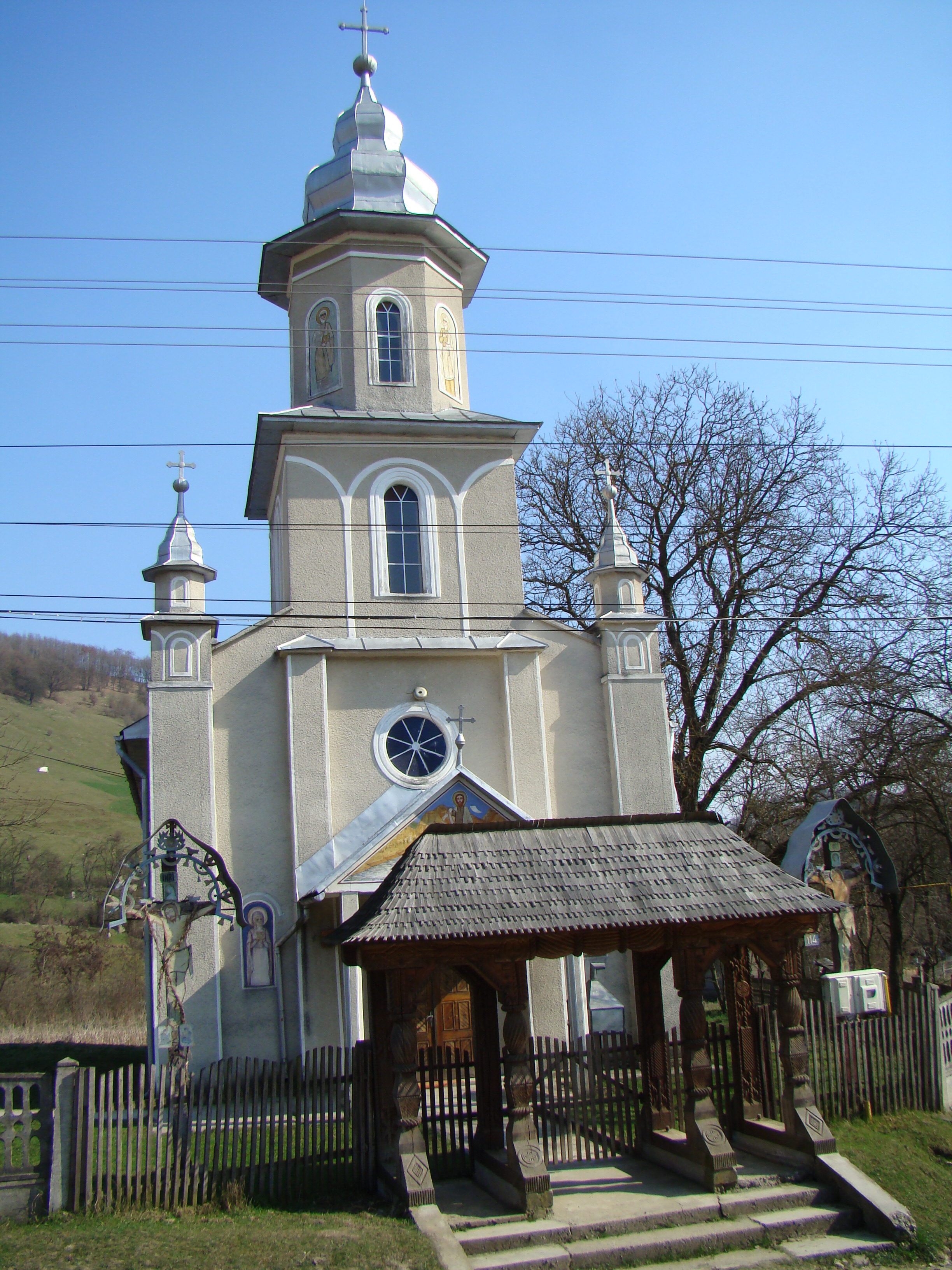
Biserica ortodoxă (1974)
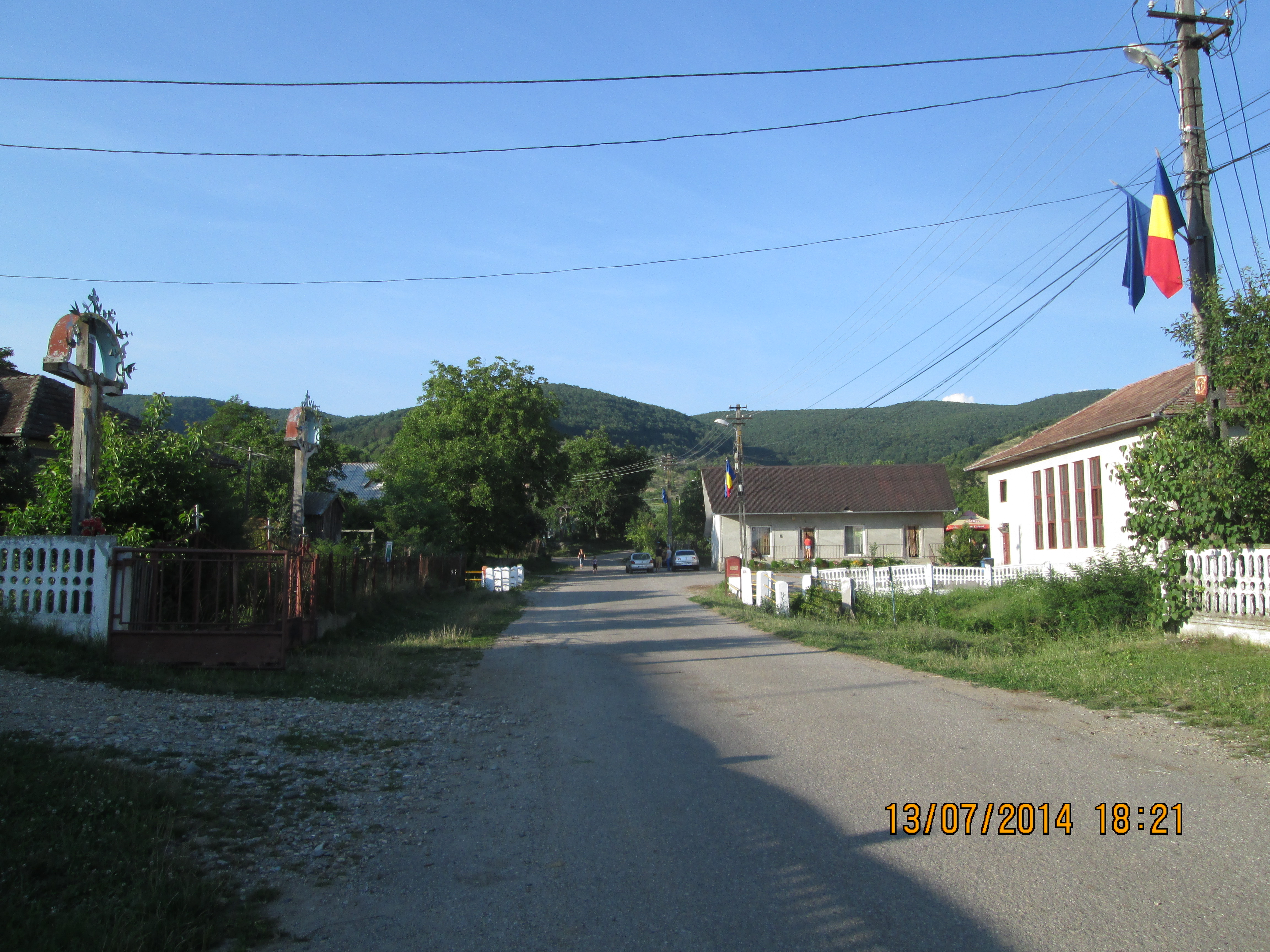
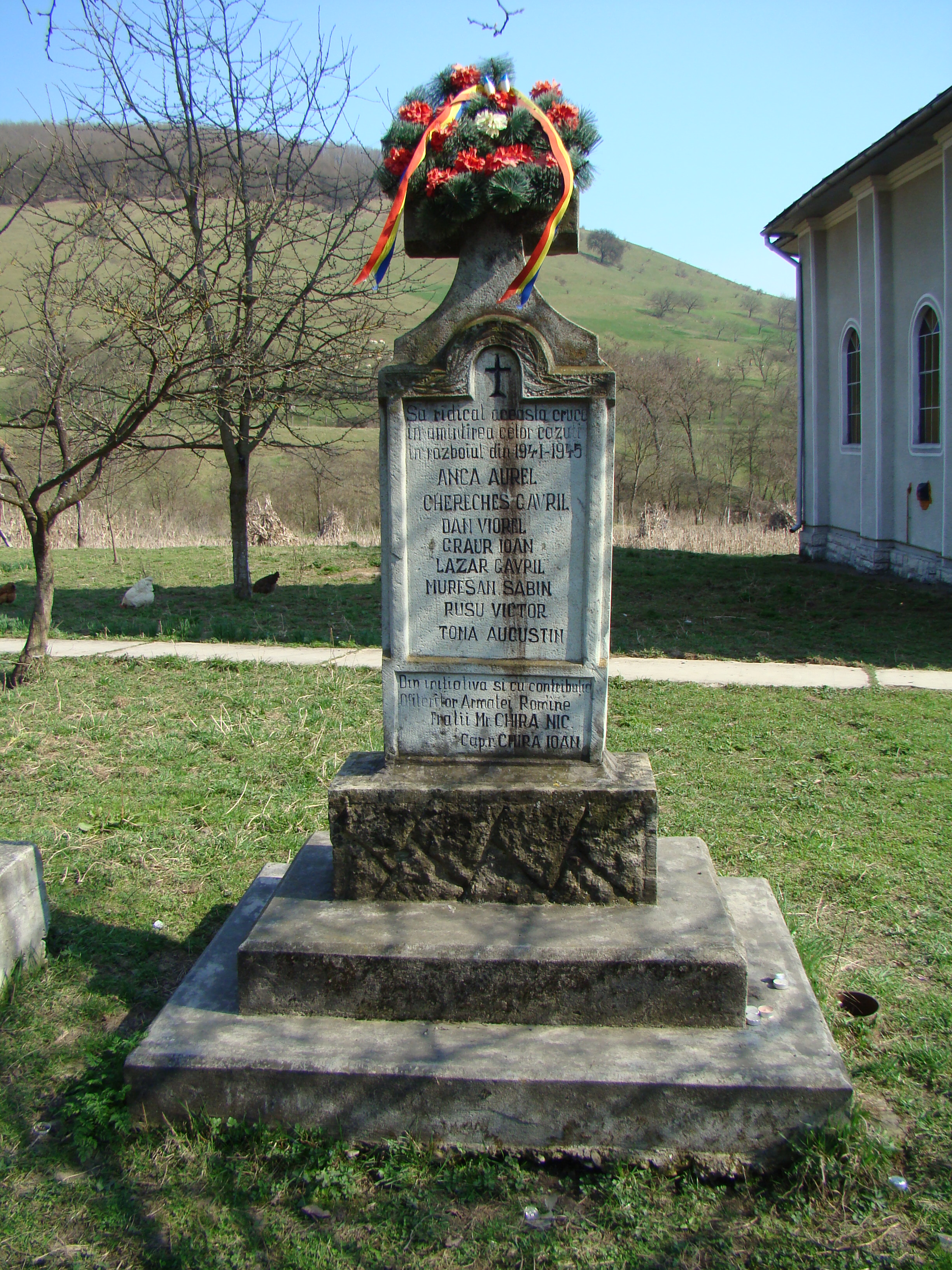
Monumentul eroilor
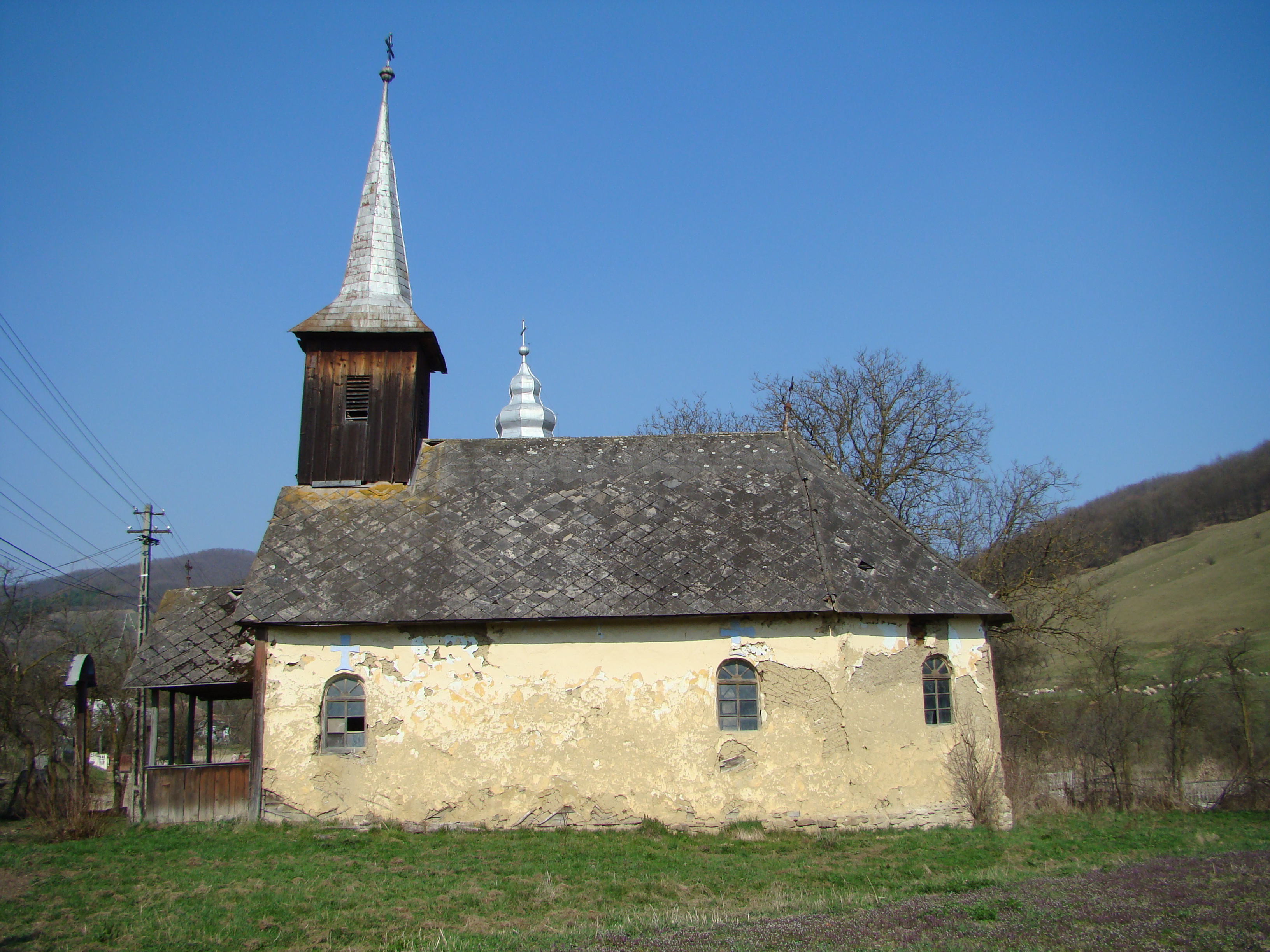
Biserica de lemn din Sălișca Vale
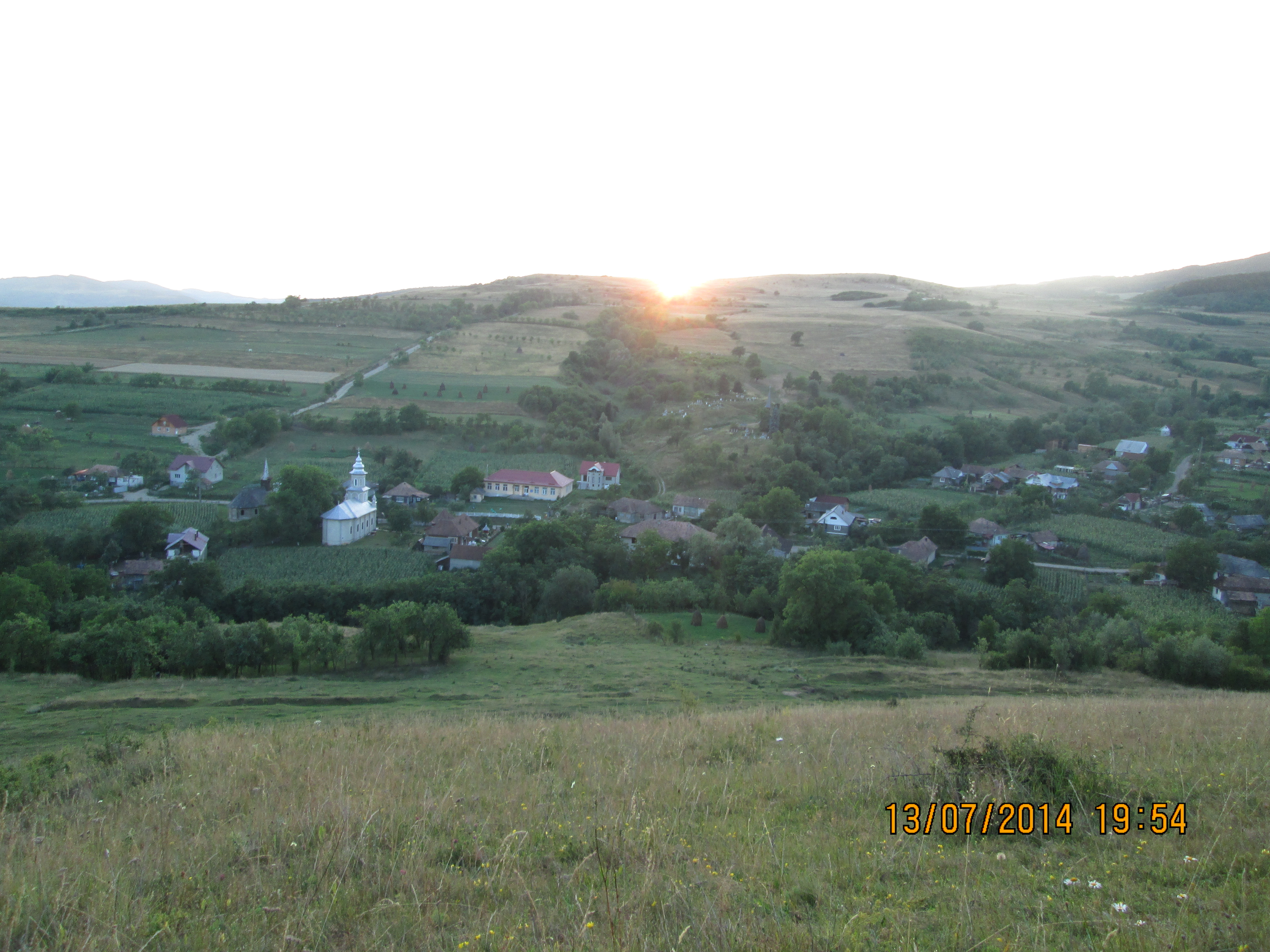